# Myszoskoczka mała
Myszoskoczka mała, suwak, myszoskoczka (Gerbillus gerbillus) – gatunek ssaka z podrodziny myszoskoczków (Gerbillinae) w obrębie rodziny myszowatych (Muridae). W wydanej w 2015 roku przez Muzeum i Instytut Zoologii Polskiej Akademii Nauk publikacji „Polskie nazewnictwo ssaków świata” gatunkowi nadano ostatecznie nazwę „myszoskoczka mała”.

## Zasięg występowania
Myszoskoczka mała występuje w północnej Afryce, od Maroka i Mauretanii na wschód do Egiptu, północnego Sudanu, południowo-zachodniego Izraela, Palestyny i południowo-zachodniej Jordanii; prawdopodobnie występuje w północnej Erytrei.

## Taksonomia
Gatunek po raz pierwszy zgodnie z zasadami nazewnictwa binominalnego opisał w 1802 roku francuski botanik i entomolog Guillaume-Antoine Olivier nadając mu nazwę Dipus gerbillus. Holotyp pochodził z prowincji Giza, w Egipcie. 
G. gerbillus został pierwotnie opisany jako skoczek (Dipus), a później przypisany do rodzaju Gerbillus. Został on dość dobrze zbadany w całym jego dużym rozmieszczeniu i dostępnych jest wiele synonimów, ale konieczna jest rewizja taksonomiczna. Jego ważność jako odrębnego gatunku została potwierdzona danymi molekularnymi, ale bez badania różnych populacji północnoafrykańskich. Autorzy Illustrated Checklist of the Mammals of the World uznają ten takson za gatunek monotypowy.

### Etymologia
Gerbillus: fr. gerboa lub jerboa „myszoskoczek”, od arab. ‏جَرْبُوع‎ jarbū „mięśnie grzbietu i lędźwi”; łac. przyrostek zdrabniający -illus.

## Morfologia
Długość ciała (bez ogona) 70–105 mm, długość ogona 90–136 mm, długość ucha 10–18 mm, długość tylnej stopy 25–32 mm; masa ciała 14–35 g. Przednie kończyny są znacznie krótsze od tylnych. 

## Ekologia
Gryzoń porusza się skokami. Myszoskoczka mała ma duże oczy i uszy. Żyje w koloniach, zamieszkując pustynne tereny Afryki północnej. Żywi się lokalną pustynną roślinnością i owadami.